# Castello di Mailberg
Il castello di Mailberg (Schloss Mailberg in tedesco) sorge a sud della centro di Mailberg, uno storico borgo viticolo della regione di Weinviertel, nella Bassa Austria.
Dal 1146 il castello di Mailberg è di proprietà del Sovrano ordine dei cavalieri di Malta e ne costituisce il possedimento più antico. Nel corso dei secoli il castello, donato all'Ordine sotto forma di commenda, ha funto da centro spirituale e anche da centro militare.
Oggi il castello racchiude la chiesa parrocchiale di Mailberg, l'hotel Castello Mailberg (Schlosshotel Mailberg in tedesco), la vinoteca della "Schlossweingut Malteser Ritterorden" (Tenuta del vino del Castello dei Cavalieri di Malta in italiano) e un ristorante ricavato nella cantina del castello.